# ساندرو ميلر
ساندرو ميلر (بالإنجليزية: Sandro Miller)‏ هو مصور أمريكي، ولد في 1958.

## وصلات خارجية
- ساندرو ميلر على موقع ميوزك برينز (الإنجليزية)
- ساندرو ميلر على موقع ديسكوغز (الإنجليزية)